# Граничка
Граничка (англ. Hranychka) — слов'янське прізвище. 107049-е за поширеністю прізвище в Україні. 
В Україні є 31 носій даного прізвища. Найбільше носіїв даного прізвища проживає в таких населених пунктах України: Сасів (10),  Золочів (8), Львів (4). Найпопулярніші імена носіїв даного прізвища в Україні: Володимир, Ольга.
| Ареал               | Кількість носіїв |
| Золочівський район  | 22               |
| місто Львів         | 4                |
| Ківерцівський район | 4                |
| місто Севастополь   | 1                |

Існує кілька версій, що пояснюють походження прізвища Граничка.
Згідно з однією з них, прізвище походить від прізвиська «Граник», що походить від дієслова «гранувати», тобто обрізаючи, обточуючи, шліфуючи що-небудь тверде (камінь, метал і т. д.), утворювати на ньому межі. Таким чином, це прізвисько відноситься до числа «професійних» іменувань, даних людині за родом занять. Отже, Граничкою могли називати каменяра або коваля.
Існує також версія про те, що прізвище Граничка походить від найпоширенішого димінутиву хрестильного імені Євграф (Євграфій), тобто Граня, й утворено за допомогою суфікса -ичк (-ичк-а). Швидше за все, засновник прізвища Граничка був людиною з простолюду. Справа в тому, що прізвища, утворені від повної форми імені, мала в основному соціальна верхівка, знать, або сім'ї, які користувалися в цій місцевості великим авторитетом, представників яких сусіди шанобливо звали повним ім'ям, на відміну від інших станів, що кликалися, як правило, зменшувальними, похідними, повсякденними іменами.
За іншою версією в основі прізвища Граничка може бути слово «гран», що означає «зерно», «дуже мала величина». Так, цілком можливо, що засновник прізвища був селянином або торговцем зерном. Однак прізвисько Граничка могло відображати і зовнішні особливості предка: худобу, мініатюрність.
Походження прізвища його носія залежить від роду носія цього прізвища.